# سرنا آئوتیری
سرنا آئوتیری (ایتالیایی: Serena Autieri؛ زادهٔ ۴ آوریل ۱۹۷۶) یک خواننده، هنرپیشه اهل ایتالیا است.
از فیلم‌ها یا مجموعه‌های تلویزیونی که وی در آنها نقش داشته‌است می‌توان به طعم تو اشاره کرد.